# Seii
Seii (西威) (c. 1326 - 1349) est le deuxième souverain du royaume de Chūzan sur l'île d'Okinawa. Il succède à son père, Tamagusuku, en 1336, à l'âge de dix ans. Son règne est caractérisé par l'ingérence de sa mère dans les affaires gouvernementales, et sa corruption. La mère du roi profite de ses privilèges et de sa position, et endommage gravement le soutien populaire pour son fils.
Seii meurt en 1349. Satto, le gouverneur d'Urasoe, s'empare alors du pouvoir.

## Source de la traduction
- (en) Cet article est partiellement ou en totalité issu de l’article de Wikipédia en anglais intitulé « Seii » (voir la liste des auteurs).